# یواس‌اس نیروانا (اس‌پی-۷۰۶)
یواس‌اس نیروانا (اس‌پی-۷۰۶) (به انگلیسی: USS Nirvana (SP-706)) یک کشتی بود که طول آن ۴۰ فوت (۱۲ متر) بود. این کشتی در سال ۱۹۱۵ ساخته شد.